# Mary Boland
Pour les articles homonymes, voir Boland (homonymie).
Mary Boland (née le 28 janvier 1882 à Philadelphie et morte le 23 juin 1965 à New York, États-Unis) est une actrice américaine.

## Biographie
Sa carrière de plus de 60 ans la verra se produire tant au théâtre, au cinéma, qu'à la télévision. Elle fit ses débuts à Broadway en 1905. En 1935, elle se rendit à Hollywood où elle jouera dans L'Extravagant Mr Ruggles (Ruggles of the Red Gap) avec Charles Ruggles et Charles Laughton. Mary Boland se produira pour la dernière fois à Broadway en 1954 dans la production Lullaby avant de prendre sa retraite.

## Filmographie
- 1915 : The Penitentes

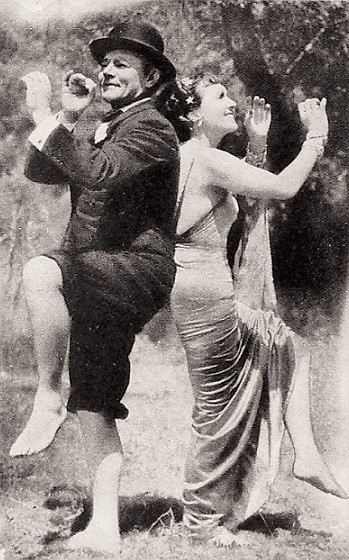
Marie Boland et Charles Ruggles dans Wives Never Know (1936).

- 1915 : The Edge of the Abyss (en) de Walter Edwards : Alma Clayton
- 1916 : The Price of Happiness : Bertha Miller
- 1916 : The Stepping Stone, de Thomas H. Ince et Reginald Barker : Mary Beresford
- 1917 : Mountain Dew, de Thomas N. Heffron : Lily Bud Raines
- 1918 : A Woman's Experience : Agnes Roydant
- 1918 : The Prodigal Wife : Marion Farnham
- 1919 : The Perfect Lover : Mme Whitney
- 1920 : His Temporary Wife, de Joseph Levering : Verna Devore
- 1931 : Secrets of a Secretary : Mme Merritt
- 1931 : Personal Maid : Mme Otis Gary
- 1932 : The Night of June 13 : Mazie Strawn
- 1932 : Evenings for Sale : Jennie Kent
- 1932 : Si j'avais un million (If I Had a Million), film collectif : Mrs. Peabody
- 1933 : Mama Loves Papa de Norman Z. McLeod : Jessie Todd
- 1933 : La Lune à trois coins (Three-Cornered Moon) d'Elliott Nugent : Nellie Rimpleger
- 1933 : The Solitaire Man : Mme Zelma Hopkins
- 1934 : Poker Party (Six of a Kind), de Leo McCarey : Flora Whinney
- 1934 : Four Frightened People, de Cecil B. DeMille : Mme Mardick
- 1934 : Melody in Spring : Mary Blodgett
- 1934 : Stingaree de William A. Wellman : Mrs. Clarkson
- 1934 : Here Comes the Groom : Mme Widden
- 1934 : Down to Their Last Yacht (en) de Paul Sloane : Reine de Malakamokalu, 'Queenie'
- 1934 : The Pursuit of Happiness : Comfort Kirkland
- 1935 : L'Extravagant Mr Ruggles (Ruggles of Red Gap), de Leo McCarey : Effie Floud
- 1935 : People Will Talk : Clarice Wilton
- 1935 : Two for Tonight de Frank Tuttle : Mme Smythe
- 1935 : Symphonie burlesque (The Big Broadcast of 1936) de Norman Taurog : Mme Sealingsworth
- 1936 : Vingt-cinq Ans de fiançailles (Early to Bed), de Norman Z. McLeod : Tessie Weeks
- 1936 : A Son Comes Home (en) d'Ewald André Dupont : Mary Grady
- 1936 : Wives Never Know : Marcia Bigelow
- 1936 : L'Appel de la folie (College Holiday) de Frank Tuttle : Carola Gaye
- 1937 : Mariez-vous ! (Marry the Girl) : Ollie Radway
- 1937 : Charmante Famille (Danger-Love at Work) : Mme Alice Pemberton
- 1937 : Mama Runs Wild : Alice Summers
- 1937 : There Goes the Groom : Mme Genevieve Pearson Russell
- 1938 : Little Tough Guys in Society : Mme Berry
- 1938 : Artists and Models Abroad : Mme Isabel Channing
- 1939 : Boy Trouble : Sybil Fitch
- 1939 : The Magnificent Fraud (en) de Robert Florey : Mme Geraldine Genet
- 1939 : Night Work : Sybil Fitch, la mère
- 1939 : Femmes (The Women), de George Cukor : La comtesse DeLave (Flora)
- 1940 : Il épouse sa femme (He Married His Wife) : Ethel Hilary
- 1940 : L'Île des amours (New Moon), de Robert Z. Leonard : Valerie de Rossac
- 1940 : Orgueil et Préjugés (Pride and Prejudice) de Robert Z. Leonard : Mme Bennet
- 1940 : Hit Parade of 1941 : Emily Potter
- 1940 : Une nuit sous les tropiques (One Night in the Tropics), d'A. Edward Sutherland : Tante Kitty Marblehead
- 1944 : In Our Time de Vincent Sherman : Mme Bromley
- 1944 : Les Cuistots de Sa Majesté (Nothing But Trouble), de Sam Taylor : Mrs. Elvira Hawkley
- 1945 : L'Espoir de vivre (Forever Yours) : Tante Mary
- 1948 : La Belle imprudente (Julia Misbehaves), de Jack Conway : Mrs. Gheneccio
- 1950 : Le Criminel mystérieux (Guilty Bystander) : Smitty